# Astragalus dissectus
Astragalus dissectus là một loài thực vật có hoa trong họ Đậu. Loài này được B. Fedtsch. & Ivanova miêu tả khoa học đầu tiên năm 1936.